# 尿壺

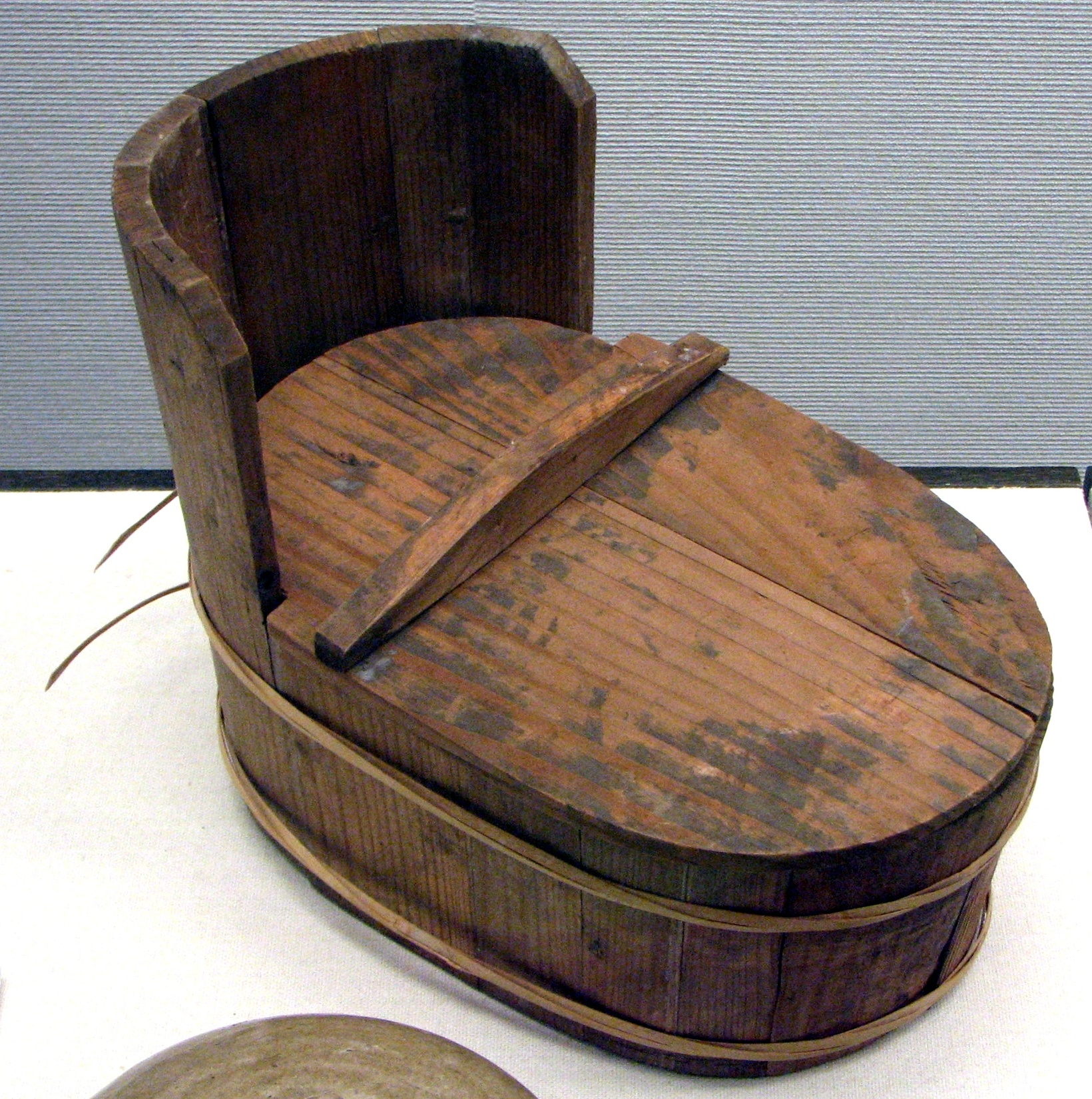
日本江戶時代的尿盆

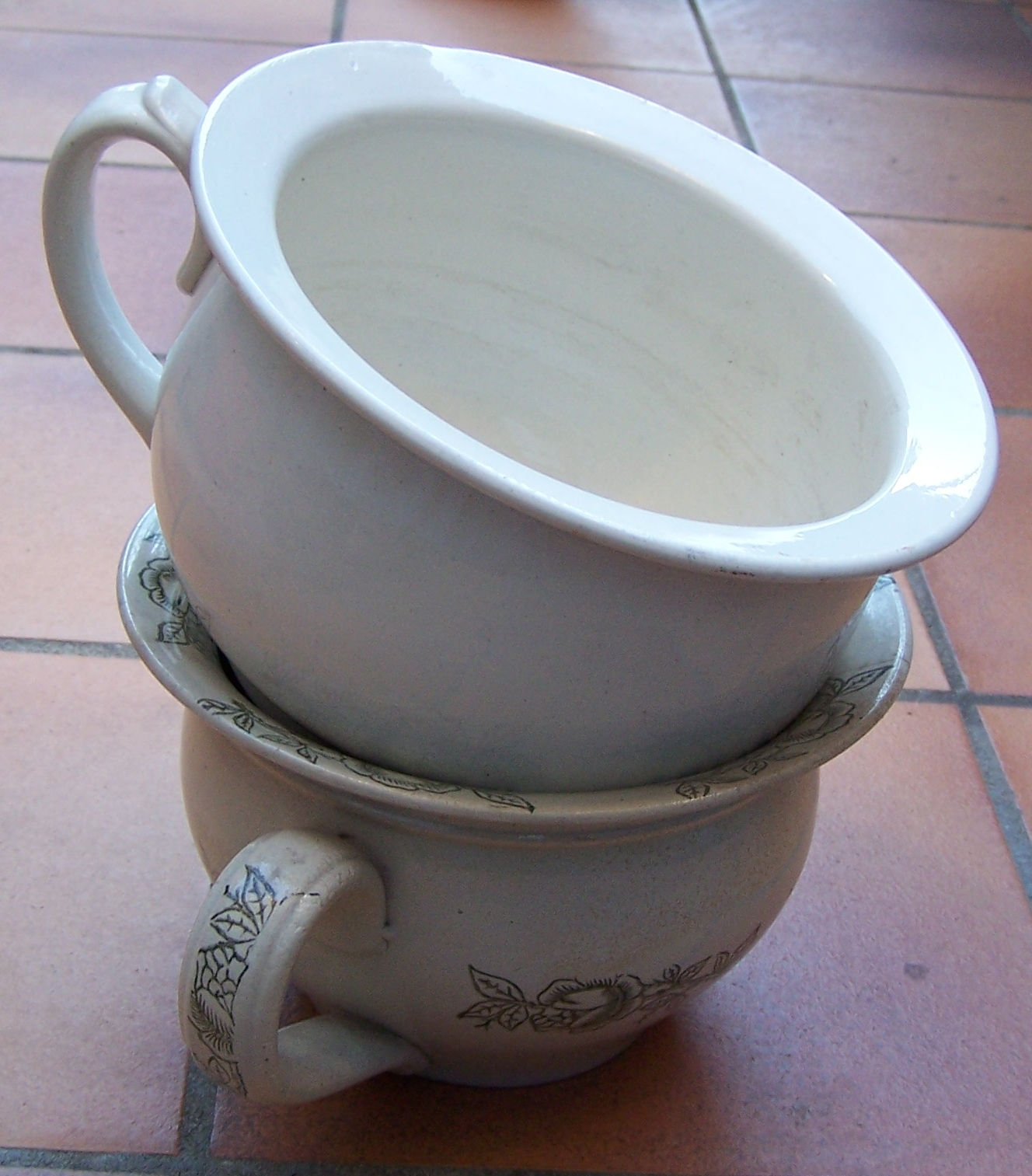
欧洲的陶瓷尿盆，男女均可使用。

尿壶或尿盆是一種便器，功能与马桶类似，但只用来承接尿溺。旧时的厠所可能不在室內，因此晚上會將尿壶置于臥室内，以便人们不出温暖的臥室就可小便，因此也称夜壶。
東亞有一種傳統尿壺是開一小口承接小便，常製成老虎造型，因此又稱虎子。欧洲直到19世纪使用的尿盆一般为陶瓷制的有盖碗形，平时置于臥室床下。
冲水厕所出现以后，尿壺在日常生活中被逐渐淘汰，但醫院中一些需長期臥床的病人仍會使用尿壺。

## 歷史
尿壺在古希腊就已經使用，可以追溯到西元前第六世紀。
19世紀抽水馬桶的出現開始取代尿壺，不過一直到二十世紀中都還常看到尿壺。
中國古代將尿壺稱為夜壺，曾有富有的揚州商人極其富有，有一個高大的金夜壺，需要用梯子才能上下。

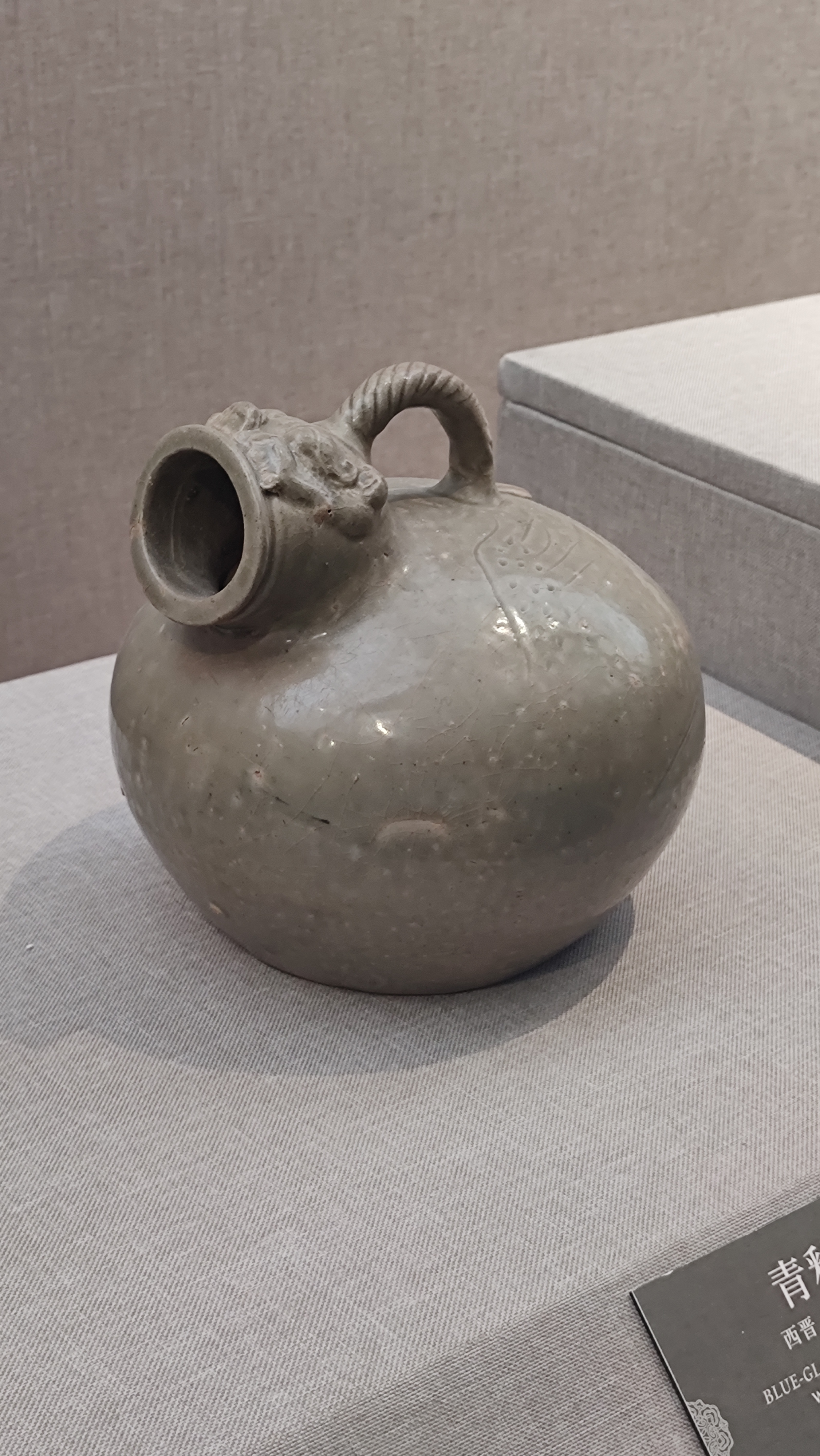
西晋時期的藍釉中式小便夜壺，展示在张家港市的张家港博物館

## 延伸阅读
[在维基数据编辑]
 《欽定古今圖書集成·經濟彙編·考工典·溺器部》，出自陈梦雷《古今圖書集成》

1. ↑  Diaz, Junot. . 时报文化出版企业股份有限公司. 2019-01-29: 80  [2025-04-12]. ISBN 978-957-13-7696-7 （中文）.
2. ↑  Ho, Ping-ti. . Harvard Journal of Asiatic Studies. 1954, 17 (1/2): 130-168  [2025-04-12]. ISSN 0073-0548. JSTOR 2718130. doi:10.2307/2718130. （原始内容存档于2023-02-15）.